# Fritz Werner (Künstler)

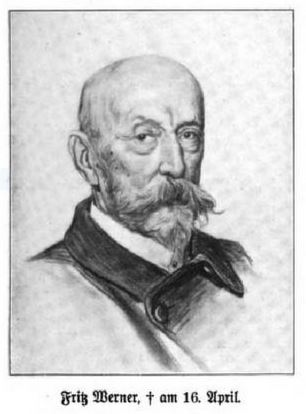
Fritz Werner

Alexander Friedrich „Fritz“ Werner (* 3. Dezember 1827 in Berlin; † 16. April 1908 ebenda) war ein deutscher Genre-, Landschafts- und Architekturmaler sowie Kupferstecher und Radierer.

## Leben
Werners Vater war Beamter bei der Berliner Bauakademie, seine Mutter verstarb 1849 an der Cholera, er hatte sechzehn Geschwister. Er besuchte das Friedrichswerdersche Gymnasium, verließ die Schule aber in Sekunda und ging mit 19 Jahren 1846 an die Akademie seiner Heimatstadt. Werner studierte von 1846 bis 1849 an der Königlich Preußischen Akademie der Künste in Berlin. Er war dort Schüler von Eduard Daege und im Atelier von Adolph Menzel. Anschließend ließ er sich als freischaffender Künstler in Berlin nieder. Er war als Zeichenlehrer erfolgreich und unterrichtete in der Familie des Fürsten Radziwill und der gräflichen Familie Brandenburg. Eines seiner bekanntesten Werke aus dieser Zeit – neben vielen Porträts – war der Kupferstich Tafelrunde König Friedrich II. in Sanssouci nach dem Ölgemälde von Adolph Menzel, mit dem er seit seiner Jugendzeit befreundet war. 
Von 1853 bis 1855 ging Werner das erste Mal nach Paris, um in den dortigen Museen die alten Meister zu kopieren. Doch mehr als durch die Antike wurde Werner schon bald von Malern wie François Boucher, Jean-Honoré Fragonard, Jean Etienne Liotard und Antoine Watteau beeinflusst. In Paris wurde Werner Schüler im Atelier von Léon Bonnat, der ihn später an Jean-Louis-Ernest Meissonier weiterempfahl. Letzterer hatte nach Werners eigenem Urteil den künstlerisch entscheidenden Einfluss auf ihn. In dessen Art schuf er seitdem Genrebilder aus der Rokokozeit und dem modernen Leben mit gleich liebevoller Durchführung der belebten und unbelebten Natur. 
1855 kehrte Werner nach Deutschland zurück und ließ sich als Kupferstecher in Düsseldorf nieder. Seine ersten Werke in Düsseldorf waren Zeichnungen für einen (nicht ausgeführten) Stich des Gemäldes Das Flötenkonzert Friedrich des Großen in Sanssouci von Adolph von Menzel.
1861 ging Werner mit Menzel nach Königsberg, um diesem bei Studien für das große „Krönungsbild“ zu helfen. 1863 gab Werner den Kupferstich auf und widmete sich nur noch der Ölmalerei; in seinen Bildern thematisierte er fast ausschließlich die Epoche Friedrichs des Großen. Werners erste Bilder waren ein Mädchen am Schreibtisch und der Jäger, der seine Flinte in Stand setzt, die rasch verkauft wurden. Ein weiteres Bild, Der Grenadier im Vorzimmer zu Rheinsberg, entstand 1864 und wurde vom König äußerst großzügig bezahlt. Damit hatte Werner die Mittel zu einer Studienreise 1867 nach Amsterdam und Paris. Zwischen 1867 und 1869 hielt sich Werner dauerhaft in Paris auf. Während dieser Zeit absolvierte er auch ein Studium im Atelier von Léon Bonnat. 1870 musste er wegen des Deutsch-Französischen Krieges Frankreich vorübergehend verlassen. Werner siedelte nach Berlin über, wo er 1880 Mitglied der Berliner Kunstakademie wurde.
Weitere Gemälde, die größere Aufmerksamkeit erregten, waren Rückkehr des Prinzen Wilhelm von der Parade und Enthüllung des Denkmals der Königin Luise in Berlin, auf dem Werner viele bekannte Zeitgenossen im Porträt festgehalten hat. Das Bild befindet sich heute in der Berliner Nationalgalerie.
Im Alter von 80 Jahren starb der Maler Fritz Werner am 16. April 1908 in Berlin.

## Werke (Auswahl)

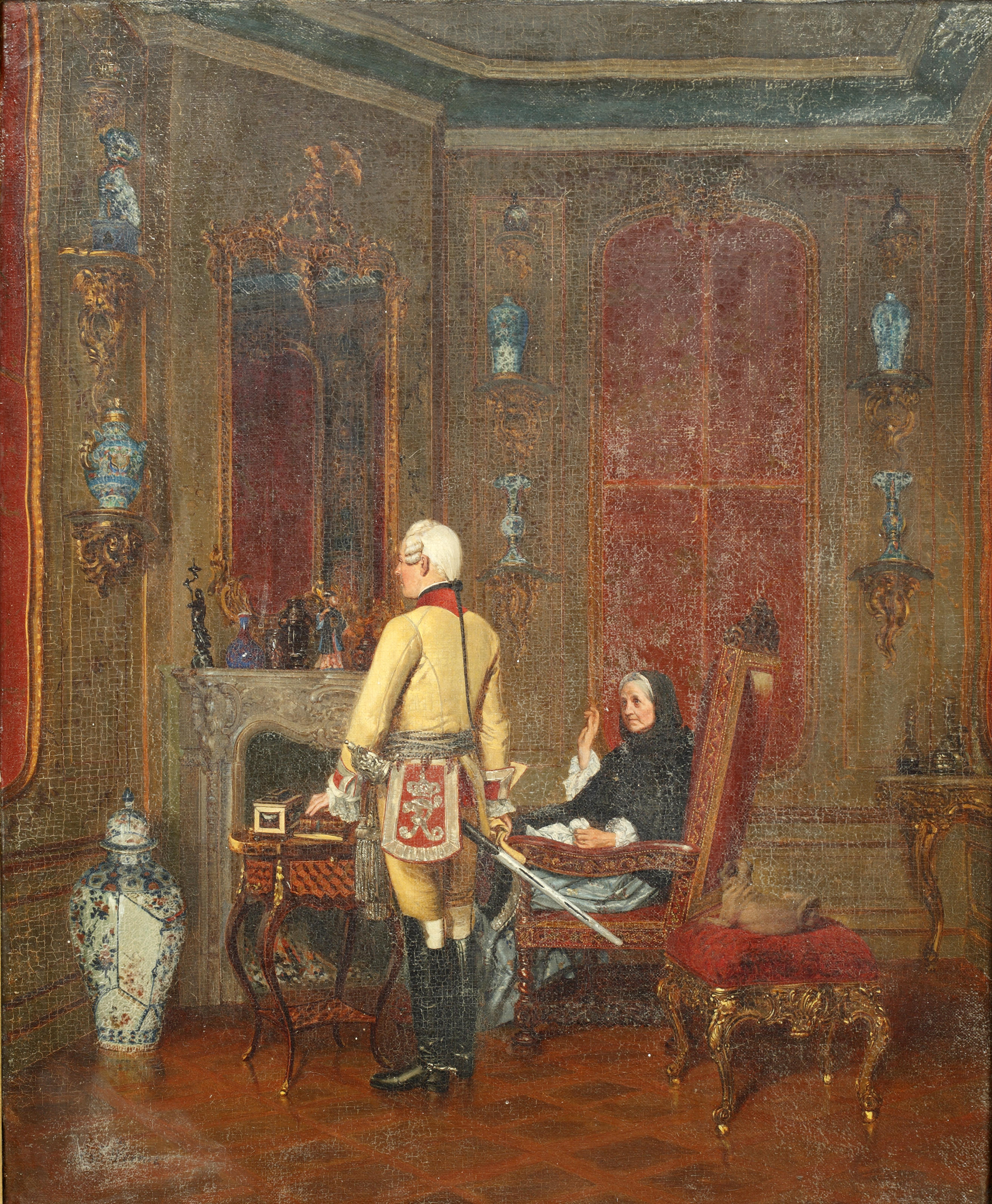
Eine Ermahnung (Ein junger Offizier vor dem Gerichte seiner Mutter), 1866

- Der Fahnenjunker vom Regiment Schwerin
- Grenadier Friedrichs d. Gr. in Sanssouci mit Kindermädchen scherzend
- Friedrich II. in seiner Bibliothek in Sanssouci
- Der Präparator
- Der Naturforscher
- Der Konchyliensammler im naturhistorischen Kabinett
- Lessings Wohnhaus in Wolfenbüttel
- Stadttor in Tangermünde
- Straße in Amsterdam
- Aus der Dresdener Galerie
- Rückkehr des Prinzen Wilhelm von der Parade
- Enthüllung des Denkmals der Königin Luise in Berlin (Nationalgalerie)
- Bismarck verläßt den Reichstag am 6. Februar 1888 (1892)

## Nachweise
1. ↑  Berlin, PrAdK, Pers. BK 454. Fritz Werner, Selbstverfasster Lebenslauf, Berlin, 7. April 1886
2. ↑  Johannes Trojan: Fritz Werner. (Zum 70. Geburtstag) In: National-Zeitung, 3. Dezember 1897, Morgenausgabe, S. 1–3

| Personendaten    | Personendaten                                                                        |
| ---------------- | ------------------------------------------------------------------------------------ |
| NAME             | Werner, Fritz                                                                        |
| ALTERNATIVNAMEN  | Werner, Alexander Friedrich (Taufname)                                               |
| KURZBESCHREIBUNG | deutscher Genre-, Landschafts- und Architekturmaler sowie Kupferstecher und Radierer |
| GEBURTSDATUM     | 3. Dezember 1827                                                                     |
| GEBURTSORT       | Berlin                                                                               |
| STERBEDATUM      | 16. April 1908                                                                       |
| STERBEORT        | Berlin                                                                               |